# António de Sousa Maya
António de Sousa Maya CvC • CvA • ComA (Porto, Foz do Douro, 11 de outubro de 1888 - Lisboa, Benfica, 11 de junho de 1969) foi um pioneiro da aviação em Portugal que atingiu a patente de Brigadeiro-General no Exército Português.

## Biografia
Alistou-se como voluntário no Regimento de Cavalaria N.º 4, tendo sido incorporado no dia 29 de Outubro de 1905 e concluiu o Curso de Cavalaria da Escola do Exército com uma classificação final de 13,9 valores. No dia 2 de Fevereiro de 1916 embarcou para a Grã-Bretanha e Irlanda para iniciar a 7 de Março a instrução de piloto aviador; concluindo a mesma a 7 de Junho de 1916 e tendo prestado serviço na Frente Ocidental durante a Primeira Guerra Mundial em missões de reconhecimento.

## Postos
- Aspirante a Oficial - data omissa na Folha de Matrícula
- Alferes - 15 de Novembro de 1909
- Tenente - 1 de Dezembro de 1913
- Capitão - 29 de Setembro de 1917
- Major - 30 de Setembro de 1926
- Tenente-Coronel[3] - 13 de Fevereiro de 1937
- Coronel - 21 de Janeiro de 1939
- Brigadeiro - 6 de Maio de 1944
- Major-General

## Funções
- Ajudante de Campo, interino, do Ministro da Guerra
- Instrutor de Equitação do Colégio Militar
- Instrutor da Escola de Aeronáutica Militar, em Vila Nova da Rainha
- Comandante do Grupo de Esquadrilhas de Aviação "República" (GEAR)
- Primeiro Comandante do Grupo Independente de Aviação de Protecção e Combate
- Inspector da Arma de Aeronáutica.

## Condecorações
- Cavaleiro da Ordem Militar de São Bento de Avis (15 de Fevereiro de 1919)[4]
- Cavaleiro da Ordem Militar de Nosso Senhor Jesus Cristo (29 de Março de 1919)[4]
- Comendador da Ordem Militar de São Bento de Avis (27 de Dezembro de 1927)[4]